# Gaby Arellano
Gaby Andreína Arellano (Michelena, Táchira, 22 de mayo de 1983) es una política venezolana, dirigente estudiantil de la Universidad de Los Andes, Mérida, en 2006 - 2012, licenciada en Historia, diputada a la Asamblea Nacional electa por el Circuito 2 del Estado Táchira en los comicios parlamentarios del 6 de diciembre de 2015 y presidenta de la Subcomisión de Asuntos Fronterizos del parlamento venezolano. Es diputada independiente demócrata y forma parte de la fracción parlamentaria de la Concertación Por Venezuela. Actualmente se encuentra exiliada en Bogotá, Colombia desde mediado de 2017.

## Carrera política

### Universitaria

#### Inicios
Ingresó a la Universidad de Los Andes en 2006, cuando inició su carrera de Licenciada en Historia en la Facultad de Humanidades y Educación, carrera que congeló por 3 años tras su embarazo y maternidad. Durante su paso por la universidad militó en las filas del Movimiento 13 de marzo lo cual la llevó en 2006 a asumir la representación estudiantil ante la comisión electoral de esa casa de estudios andina, en donde tuvo una fuerte posición tras la decisión del Tribunal Supremo de Justicia al imponer la suspensión de las elecciones estudiantiles de ese año para escoger el nuevo presidente de la Federación de Centros Universitarios, así como los presidentes a los 12 centros de estudiantes del momento, medida cautelar a solicitud del entonces bachiller Jehyson Guzmán presidente en funciones de la FCU. Esto obligó a la dirigencia estudiantil liderada por Nixon Moreno a protestar en las calles por lo que ellos llamaron una intervención de la Autonomía Universitaria lo que terminó en la persecución política del líder estudiantil ULAndino, así como repercusiones legales contra los líderes Alfredo Contreras, Luis Millán, Alirio Zambrano, Lawrence Castro y Gaby Arellano.

#### Surgimiento
En marzo de 2009 lideró la Huelga de Hambre en la sede del PNUD, Caracas, la cual perseguía el aumento de las becas y la reivindicaciones estudiantil, exigencia que se le hiciera desde el Movimiento 13 de marzo al Ministerio de Educación Superior bajo el mandato del entonces presidente Hugo Chávez, actividad que realizó junto a sus compañeros de la universidad Villca Fernández, Alirio Arroyo, Pablo Rivas, Augusto García, Joan Manuel Gómez, Carlos Alfredo "Pancho" Ramírez, Andreína Gammardo y César Rojas. Ese mismo año encabezó la plancha Autonomía y Libertad en las elecciones estudiantiles del 25 de mayo en donde se alzó como la representante estudiantil ante el Consejo Universitario más votada tras superar a las planchas de la Mesa de la Unidad Democrática y la plancha del Frente Chavista Universitario.

#### Campaña a la FCU
En 2014 se presentó como la opción de los movimientos estudiantiles radicales a la presidencia de la Federación de Centros Universitarios, fórmula que conformó junto a Carlos Alfredo "Pancho" Ramírez y los movimientos Liberación 23 de Villca Fernández, Equipo 10 (de Lawrence Castro), Unidad 48, Observatorio Estudiantil, Jóvenes con Voluntad, entre otras agrupaciones políticas. La candidatura no logró los objetivos tras un cuestionado proceso electoral en el que se quemaron las actas y votos en las Facultades de Humanidades y Educación, Ciencias Jurídicas y Políticas y el Núcleo Universitario "Rafael Rangel" de Trujillo, proceso en el cual Arellano logró repetir como representante estudiantil ante el Consejo Universitario.[cita requerida]

### Nacional

#### Reconocimiento
Tras su participación en la Huelga de Hambre en la sede del PNUD en Caracas el líder venezolano Leopoldo López, la incorporó a las filas de Voluntad Popular, organización en la que inició activismo tras su estadía en la capital del país mientras realizaba estudios en el IESA. Participó activamente en su campaña prepresidencial en 2011, y tras la dimisión de López se incorporó en la campaña prepresidencial y posterior campaña presidencial del dirigente Henrique Capriles Radonski durante  2012.

#### Operación Soberanía
En 2013 encabezó junto a Roderick Navarro, Villca Fernández, Juan Urdaneta, Ana Karina García, José Vicente García, Josmir Gútierrez, Eduardo Bittar, Julio César Rivas, Joan Manuel Gómez, Augusto García y Cristofer Correia la campaña "Operación Soberanía", la cual buscaba descubrir la verdad tras la enfermedad del entonces presidente Hugo Chávez, dicho plan se inició con una huelga de hambre frente a la sede de la Embajada de Cuba en Caracas. Logró un pronunciamiento del gabinete presidencial encabezado por el entonces vicepresidente ejecutivo Nicolás Maduro y la llegada del presidente Chávez a territorio Venezolano. El 26 de febrero se inició una segunda etapa del mencionado plan con un encadenamiento fallido en la sede de la Dirección Ejecutiva de la Magistratura en Chacao, el cual terminó con una toma de la avenida Arturo Uslar Pietri en el mencionado municipio, que contó con la participación de diversas agrupaciones universitarias.

#### La Salida
En 2014 acompañó junto a los dirigentes políticos nacionales Antonio Ledezma, María Corina Machado y Leopoldo López el llamado a La Salida, campaña política opositora emprendida en Venezuela el 23 de enero y cuyo objetivo era «encontrar una salida pacífica, democrática y constitucional al gobierno de Nicolas Maduro» y a la Revolución Bolivariana del PSUV, hecho que desencadenó la oleada de protestas de 2014.

#### Asamblea Nacional
En 2015 se presentó como candidata a las primarias de la Mesa de la Unidad Democrática a realizarse el 17 de mayo para optar como abanderada del bloque opositor a la Asamblea Nacional de Venezuela en las Elecciones parlamentarias de Venezuela de 2015, candidatura que logró tras anunciarse los resultados Se presentaron 110 candidatos de los partidos políticos que forman parte de la MUD, en 36 circunscripciones electorales de 12 entidades federales. Posteriormente se alzó victoriosa en los comicios de diciembre de ese año derrotando al candidato oficialista por más del doble de los votos, para juramentarse como diputada el 5 de enero del 2016.
Fue vicepresidente de la Comisión Permanente de Política Interior de la Asamblea Nacional de Venezuela en 2018. El 15 de junio de 2020 decidió renunciar a su partido Voluntad popular desde Bogotá donde se encuentra exiliada.

## Exilio
El 28 de mayo de 2014 es señalada por el entonces alcalde del Municipio Libertador de Caracas, Jorge Rodríguez Gómez como una de los planificadores de un intento de magnicidio contra el presidente Nicolás Maduro junto a otro grupo de políticos y empresarios. En enero de 2015 inició su persecución política cuando el Ministerio Público imputó el 16 de enero a Gaby Andreína Arellano (31), por presuntamente estar vinculada con planes desestabilizadores que tenían como propósito perturbar la paz, siendo una líder estudiantil por los hechos de protestas y manifestaciones ocurridos durante 2014. Ante la Fiscalía 20° nacional, a cargo de la controversial juez Katherine Haringhton, incluida en la lista de la Oficina de control de Activos Extranjeros de Estados Unidos (OFAC) al ser acusada de violación de derechos humanos durante las protestas de 2014. Luego que sale electa en las parlamentarias de diciembre de 2015 queda suspendidos los cargos judiciales. En  marzo de 2017 encontrándose en Colombia el Tribunal Supremo de Justicia de Venezuela limita la inmunidad de los parlamentarios de la Asamblea Nacional, bajo la sentencia 155 y procede la denuncia por lo cual decide no regresar al país por tener un orden de detención política siendo acusada de conspiración y traición a la patria, relacionándola con el presesidente colombiano Álvaro Uribe Vélez.

## Vida personal
En marzo de 2023 Gaby Arellano contrajo matrimonio con la activista Ana Karina García en Colombia, presidenta de la fundación Juntos Se Puede.

## Resultados Elecciones Parlamentarias de 2015, diciembre de 2015
| CANDIDATO Suplente          | Votos Fuente: | Porcentaje |
| --------------------------- | ------------- | ---------- |
| Gaby Arellano: Renzo Prieto | 63.127        | 67,61%     |
| Carlos Romero: Luis Fonseca | 29.198        | 31,27%     |
| Doris Sabala: Maria Molina  | 557           | 0,59%      |
| NULO:                       | 6.943         | 6,92 %     |
| Total Electores:            | 124.503       | 100%       |
| Total Votantes:             | 100.303       | 80,56 %    |
| Abstención:                 | 24.200        | 19,44%     |